# Suphisellus parsonsi
Suphisellus parsonsi is een keversoort uit de familie diksprietwaterkevers (Noteridae). De wetenschappelijke naam van de soort werd in 1952 gepubliceerd door Young.